# Tour der British Lions nach Argentinien 1927
| Tour der British Lions nach Argentinien 1927 | Tour der British Lions nach Argentinien 1927 | Tour der British Lions nach Argentinien 1927 | Tour der British Lions nach Argentinien 1927 | Tour der British Lions nach Argentinien 1927 |
| Übersicht                                    | S                                            | G                                            | U                                            | N                                            |
| -------------------------------------------- | -------------------------------------------- | -------------------------------------------- | -------------------------------------------- | -------------------------------------------- |
| Test Matches                                 | 4                                            | 4                                            | 0                                            | 0                                            |
| Sonstige Spiele                              | 5                                            | 5                                            | 0                                            | 0                                            |
| Gesamt                                       | 9                                            | 9                                            | 0                                            | 0                                            |
|                                              |                                              |                                              |                                              |                                              |
| Argentinien                                  | 4                                            | 4                                            | 0                                            | 0                                            |

Die Tour der British Lions nach Argentinien 1927 war eine Rugby-Union-Tour der damals noch inoffiziell als British Lions bezeichneten Auswahlmannschaft (heute British and Irish Lions). Sie reiste im Juli und August 1927 durch Argentinien und bestritt während dieser Zeit neun Spiele. Darunter waren vier Test Matches gegen die argentinische Nationalmannschaft. Die Briten entschieden sämtliche Partien für sich.

## Ereignisse

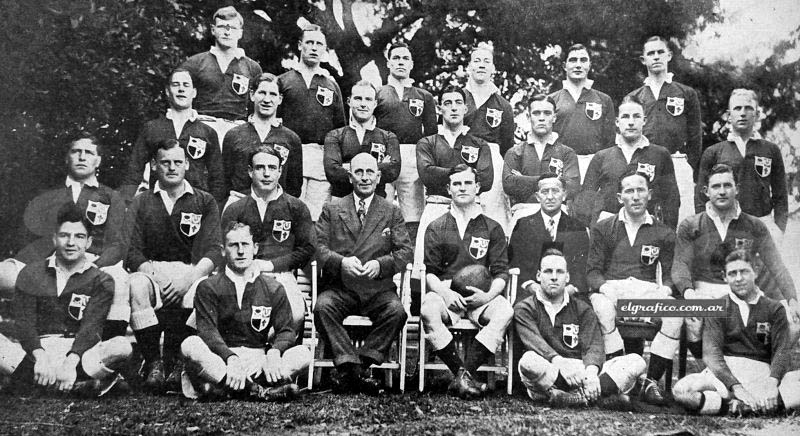
Gruppenfoto der britischen Mannschaft von 1927

Die River Plate Rugby Union (RPRU, heutige Unión Argentina de Rugby) hatte eine Kommission gebildet, um eine britische Mannschaft ins Land zu holen. Es waren rund 25.000 Pesos (damals etwa 3000 Pfund) erforderlich, um die Reise- und Aufenthaltskosten der Gäste bezahlen zu können. Mit Beiträgen von Vereinen, Zeitungsverlagen, Kaufhäusern und Eisenbahngesellschaften sowie persönlichen Spenden wurden 30.000 Pesos gesammelt. Mitte 1926 erhielt die englische Rugby Football Union (RFU) eine Einladung mit der Bitte, eine Mannschaft von „erstklassigen Spielern“ für drei oder vier Wochen nach Argentinien zu entsenden. Die Delegation sollte aus 25 Personen bestehen, einschließlich eines Tourmanagers und eines Schiedsrichters. Nach Rücksprache mit dem International Rugby Board sagte die RFU zu.
Am 19. Juli 1927 trafen 23 Spieler aus England, Schottland und Irland unter der Leitung von James Baxter, dem damaligen Präsidenten der RFU, in Buenos Aires ein; mitgereist war auch ein hochklassiger walisischer Schiedsrichter. Diese britische Mannschaft war, dem Wunsch der RPRU entsprechend, wesentlich stärker als jene von 1910. Nicht weniger als 15 der 23 Spieler hatten bereits internationale Erfahrung. Der Teamkapitän David MacMyn gehörte zu jener schottischen Nationalmannschaft, die 1925 ihren ersten Grand Slam gewonnen und sich 1926 den Five-Nations-Titel mit Irland geteilt hatte. Während der langen Seereise nach Argentinien nutzte MacMyn die Zeit an Bord, um mit seinen Männern zu trainieren und einen taktischen Plan für die Tournee zu erstellen.

„Wir waren alle von dem Wunsch beseelt, so zu spielen, wie es sich gehört, und es gab keine Faulheit bei unserer Vorbereitung an Bord des Schiffes. Wir haben hart trainiert. Jeden Morgen hatten wir körperliche Übungen aller Art und vor dem Mittagessen Schwimmen. Abends haben wir viele Gespräche vor der Wandtafel geführt und alle möglichen Pläne geschmiedet. Das harte Training und der freie Gedankenaustausch stimulierten uns also für die anstrengenden Tage, die vor uns lagen.“

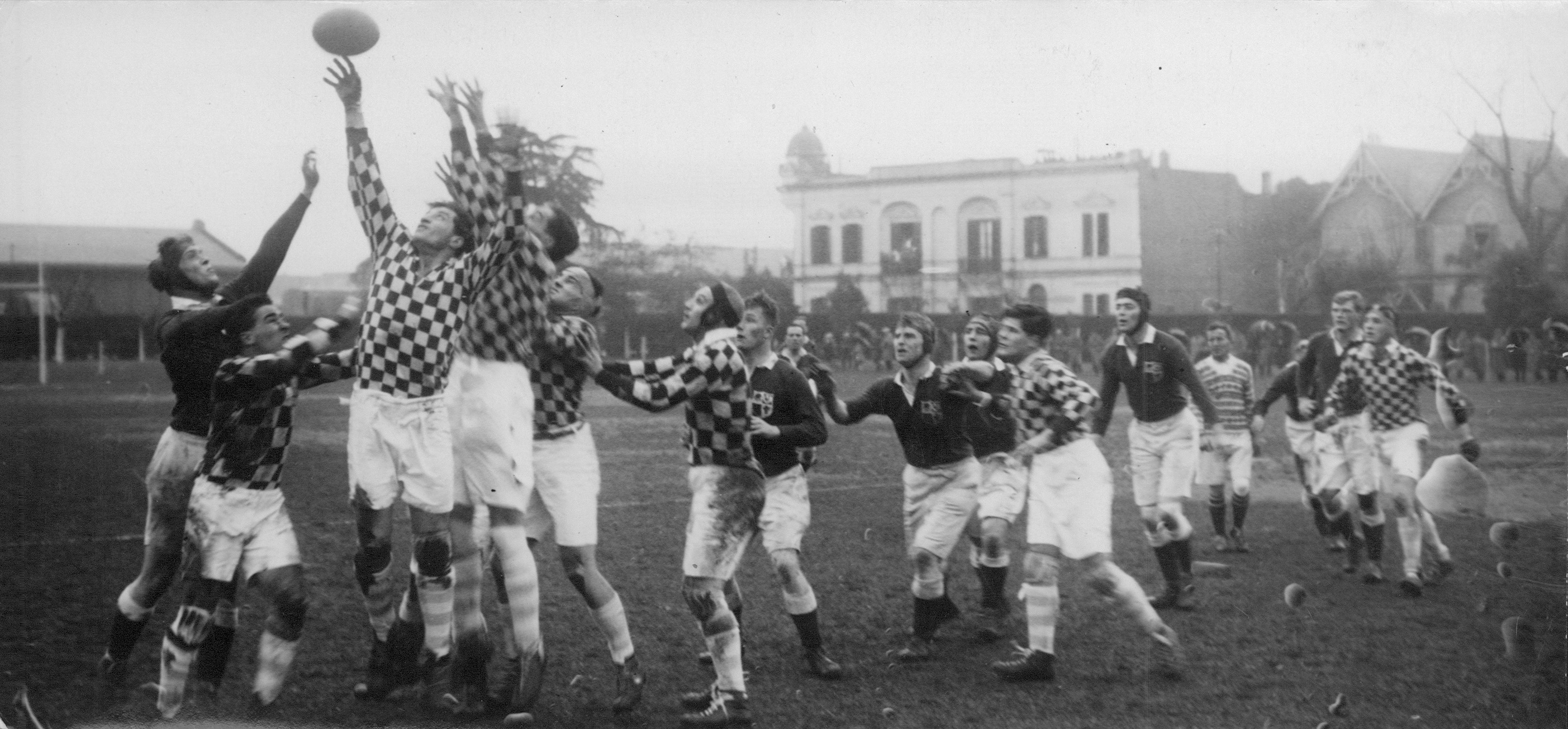
Spielszene in Rosario

In ihren ersten Spielen trafen die Briten auf eine anglo-argentinische Mannschaft und den Meister CA San Isidro, der bis dahin acht Mal in Folge die Meisterschaft gewonnen hatte. Die Lions gewannen diese Spiele ohne gegnerischen Punktgewinn. Das folgende Spiel war das erste Test Match gegen Argentinien, das am 31. Juli stattfand. Es war das erste Mal, dass die Argentinier hellblau-weiß gestreifte Trikots trugen (nachdem sie seit dem ersten Spiel 1910 abwechselnd blaue und weiße Trikots getragen hatte), und zwar auf Vorschlag von Abelardo Gutiérrez, dem Vereinspräsidenten von Gimnasia y Esgrima. Die Rekordzahl von 12.000 Zuschauern besuchte das Spiel. Anschließend schrieb MacMyn: „Die Zuschauer waren begeistert. Sie waren beeindruckt von der Tatsache, dass wir in aller Stille spielten und nur auf die Stimme des Kapitäns hörten. Die Argentinier haben alle körperlichen Qualitäten, die man für Rugby braucht. Sie sind groß, stark und schnell. Sie sind ungeheuer enthusiastisch - manchmal sogar exzessiv.“
Nach dem Spiel gegen Argentinien reisten die Briten in die Stadt Rosario in der Provinz Santa Fe, um dort gegen eine kombinierte Mannschaft anzutreten, die sich aus Spielern der Vereine Universitario und Gimnasia y Esgrima zusammensetzte. Aufgrund der Anzahl von Spielern war es in Rosario nicht möglich, eine konkurrenzfähige einheimische Mannschaft zusammenzustellen. Auf der Plaza Jewell, der Heimspielstätte des Club Atlético del Rosario, besiegten die Briten die kombinierte Mannschaft an einem regnerischen Tag mit 24:0. Sie kehrten nach Buenos Aires zurück, um das zweite Test Match gegen Argentinien zu bestreiten. Sie gewannen es mit 46:0, spielten anschließend gegen eine andere kombinierte Mannschaft (bestehend aus Spielern von Belgrano AC und Buenos Aires FC). Die Mannschaft bestritt noch zwei weitere Spiele gegen die Nationalmannschaft, das letzte am 21. August.
Die Tournee der Lions durch Argentinien war ein großer Erfolg, denn trotz der hohen Niederlagen der Nationalmannschaft besuchten viele Menschen die Spiele. Der gastgebende Verband erzielte einen Gewinn von fast 65.000 Pesos, der in Hypothekentitel investiert wurde, um künftige Touren ohne Hilfe des Staates oder andere staatliche Zuschüsse zu finanzieren. In sportlicher Hinsicht war die Tournee der britischen Mannschaft von 1927 von großer Bedeutung für das argentinische Rugby, da sie der Verbreitung des Spiels im Lande einen kräftigen Schub verlieh. Sie führte auch zur Gründung neuer Rugbyvereine.

## Spielplan
- Hintergrundfarbe grün = Sieg

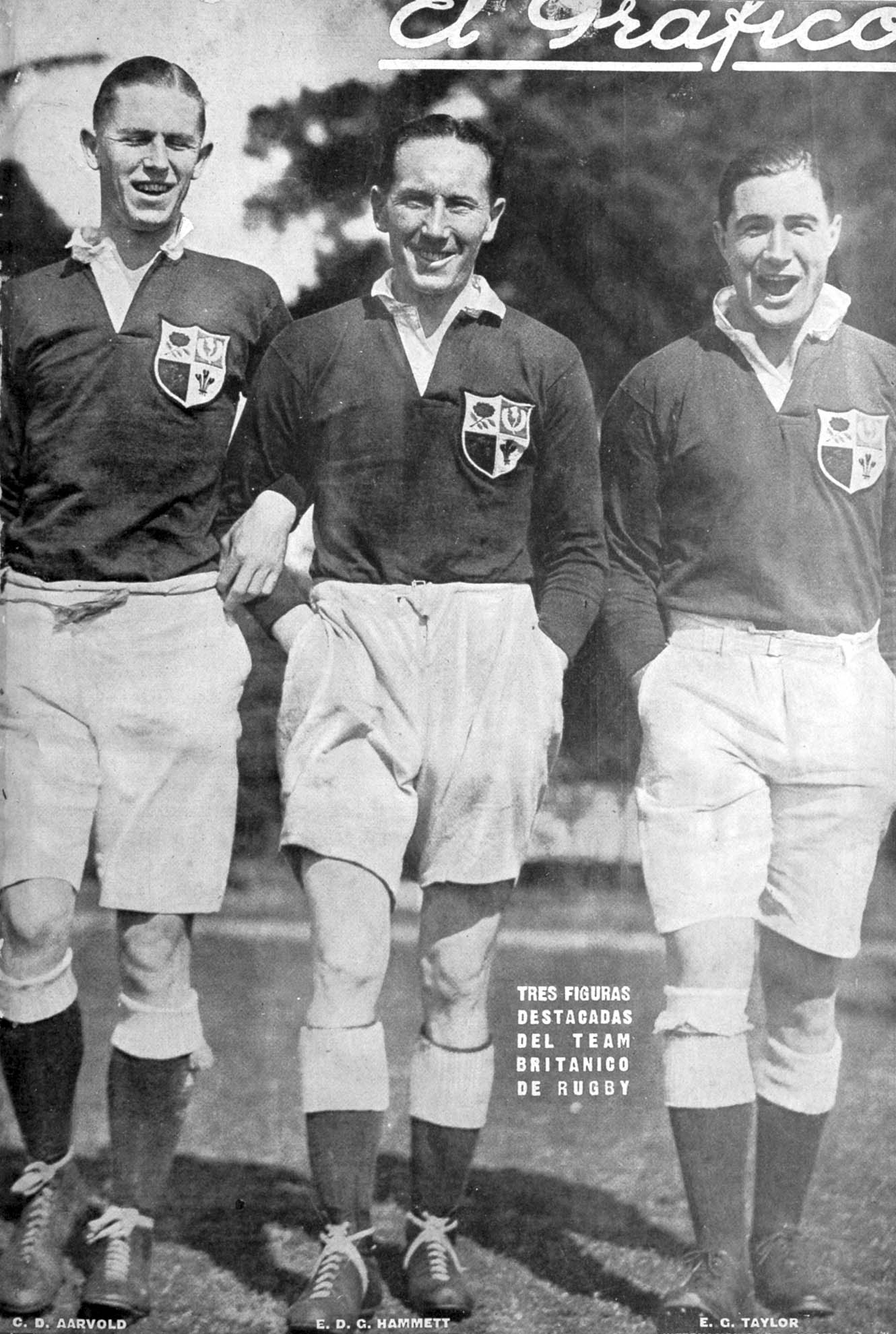
Die Spieler Carl Aarvold, Ernest Hammett und Edward Taylor

(Test Matches sind grau unterlegt; Ergebnisse aus der Sicht der Lions)
| # | Datum           | Gegner              | Ort          | Stadion         | Ergebnis |
| - | --------------- | ------------------- | ------------ | --------------- | -------- |
| 1 | 24. Juli 1927   | Anglo–Argentinos    | Hurlingham   | Hurlingham Club | 27:0     |
| 2 | 27. Juli 1927   | CA San Isidro       | Buenos Aires | Belgrano AC     | 14:0     |
| 3 | 31. Juli 1927   | Argentinien         | Buenos Aires | Estadio GEBA    | 37:0     |
| 4 | 22. Juni 1927   | GEBA / CUBA         | Rosario      | Plaza Jewell    | 24:0     |
| 5 | 07. August 1927 | Argentinien         | Buenos Aires | Estadio GEBA    | 46:0     |
| 6 | 10. August 1927 | Belgrano AC / BAFC  | Buenos Aires | Belgrano AC     | 44:3     |
| 7 | 14. August 1927 | Argentinien         | Buenos Aires | Estadio GEBA    | 34:3     |
| 8 | 15. August 1927 | Combinado de Clubes | Buenos Aires | Estadio GEBA    | 29:3     |
| 9 | 21. August 1927 | Argentinien         | Buenos Aires | Estadio GEBA    | 43:0     |

## Test Matches
| 31. Juli 1927 | Argentinien | 0 : 37         | British Lions | Estadio GEBA, Buenos Aires Schiedsrichter: Tommy Vile (Wales) |
| 31. Juli 1927 |             | (0:17) Bericht | Versuche: Aarvold Hammett Kelly MacMyn Payne Spong Wilson (3) Erhöhungen: Hammett (3) Straftritte: Hammett Dropgoals: Spong | Estadio GEBA, Buenos Aires Schiedsrichter: Tommy Vile (Wales) |

Aufstellungen:
- Argentinien: W. Braddon, Enrique Bustamante, Ray Cameron, Jorge Conrard, Reginald Cooper, Jose Cuesta Silva, Antonio Hobson, Fabio Lucioni, Miguel McCormick, Antonio Pasalagua, César Pollano, Arturo Rodríguez Jurado , Rodolfo Serra, César Vázquez, Alberto Zappa
- Lions: Carl Aarvold, Arthur Allen, Jimmy Farrell, Ernest Hammett, Robert Kelly, Douglas Law, David MacMyn , George McIlwaine, Charles Payne, Theodore Pike, Wilfred Sobey, Roger Spong, Donald Troup, Jack Wallens, Guy Wilson

| 7. August 1927 | Argentinien | 0 : 46           | British Lions                                                                                           | Estadio GEBA, Buenos Aires Schiedsrichter: Tommy Vile (Wales) |
| 7. August 1927 |             | (0 : 14) Bericht | Versuche: Aarvold (4) Kelly (2) MacMyn McIlwaine Payne Spong Erhöhungen: Hammett (6) Dropgoals: Hammett | Estadio GEBA, Buenos Aires Schiedsrichter: Tommy Vile (Wales) |

Aufstellungen:
- Argentinien: Martín Ayerra, Roberto Botting, Enrique Bustamante, Ray Cameron, Jorge Conrard, G.E.F. Cooke, Reginald Cooper, José Cuesta Silva, Marco Hernández, A. Jacobs, Carlos Reyes, Alfredo Riganti, Arturo Rodríguez Jurado , Julián Sommer, Céesar Vázquez
- Lions: Carl Aarvold, Arthur Allen, Granville Coghlan, Eric Coley, Peter Douty, Jimmy Farrell, Ernest Hammett, Robert Kelly, Douglas Law, David MacMyn , George McIlwaine, Charles Payne, Wilfred Sobey, Roger Spong, Edward Taylor

| 14. August 1927 | Argentinien         | 3 : 34           | British Lions                                                                                         | Estadio GEBA, Buenos Aires Schiedsrichter: Tommy Vile (Wales) |
| 14. August 1927 | Straftritte: Torino | (0 : 23) Bericht | Versuche: Douty Hamilton-Smythe (2) McIlwaine Taylor (3) Erhöhungen: Hammett (5) Straftritte: Hammett | Estadio GEBA, Buenos Aires Schiedsrichter: Tommy Vile (Wales) |

Aufstellungen:
- Argentinien: Roberto Botting, Enrique Bustamante, Reginald Cooper, José Cuesta Silva, C. Derkheim, Norberto Escary, Vicente Grimoldi, Marco Hernández, Llewellyn Makin, Antonio Pasalagua, Carlos Reyes, Alfredo Riganti, Arturo Rodríguez Jurado , Rodolfo Serra, Francisco Torino
- Lions: Carl Aarvold, Arthur Allen, Peter Douty, Jimmy Farrell, Thomas Gubb, Arthur Hamilton-Smythe, Ernest Hammett, Douglas Law, David MacMyn , George McIlwaine, Charles Payne, Roger Spong, Edward Taylor, Donald Troup, Jack Wallens

| 21. August 1927 | Argentinien | 0 : 43         | British Lions                                                                                      | Estadio GEBA, Buenos Aires Schiedsrichter: Tommy Vile (Wales) |
| 21. August 1927 |             | (0 13) Bericht | Versuche: Aarvold (3) Coghlan Kelly (2) McIlwaine MacMyn Sobey Spong Wilson Erhöhungen: Wilson (5) | Estadio GEBA, Buenos Aires Schiedsrichter: Tommy Vile (Wales) |

Aufstellungen:
- Argentinien: Roberto Botting, Enrique Bustamante, Reginald Cooper, José Cuesta Silva, Norberto Escary, Vicente Grimoldi, Marco Hernández, A. Jacobs, Salvador Muller, Carlos Reyes, Alfredo Riganti, Arturo Rodríguez Jurado , Rodolfo Serra, Francisco Torino, César Vázquez
- Lions: Carl Aarvold, Arthur Allen, Granville Coghlan, Eric Coley, Jimmy Farrell, Robert Kelly, Douglas Law, David MacMyn , George McIlwaine, Charles Payne, Wilfred Sobey, Roger Spong, Edward Taylor, Jack Wallens, Guy Wilson

## Kader

### Management
- Tourmanager: James Baxter
- Kapitän: David MacMyn

### Spieler
| Spieler                | Position           | Mannschaft                |
| ---------------------- | ------------------ | ------------------------- |
| Peter Douty            | Gedrängehalb       | ?                         |
| Jules Malfroy          | Gedrängehalb       | Cambridge University RUFC |
| Wilfred Sobey          | Gedrängehalb       | Old Millhillians          |
| Roger Spong            | Verbindungshalb    | Old Millhillians          |
| David MacMyn           | Nummer acht        | London Scottish FC        |
| Carl Aarvold           | Dreiviertelspieler | Cambridge University RUFC |
| Arthur Hamilton-Smythe | Dreiviertelspieler | Blackheath FC             |
| Ernest Hammett         | Dreiviertelspieler | ?                         |
| Edward Taylor          | Dreiviertelspieler | Oxford University RFC     |
| Robert Kelly           | Dreiviertelspieler | ?                         |
| Guy Wilson             | Dreiviertelspieler | ?                         |
| Jack Wallens           | Schlussmann        | Waterloo FC               |

| Spieler           | Position             | Mannschaft                |
| ----------------- | -------------------- | ------------------------- |
| Douglas Law       | Hakler               | ?                         |
| Arthur Allen      | Pfeiler              | Cambridge University RUFC |
| Charles Payne     | Pfeiler              | ?                         |
| Granville Coghlan | Zweite-Reihe-Stürmer | Cambridge University RUFC |
| Thomas Gubb       | Zweite-Reihe-Stürmer | Oxford University RFC     |
| Donald Troup      | Zweite-Reihe-Stürmer | Oxford University RFC     |
| Eric Coley        | Flügelstürmer        | ?                         |
| Jimmy Farrell     | Flügelstürmer        | Bective Rangers           |
| George McIlwaine  | Flügelstürmer        | Cambridge University RUFC |
| Theodore Pike     | Flügelstürmer        | Lansdowne FC              |
| Roger Wakefield   | Stürmer              | Cambridge University RUFC |